# Genesis (film 2004)
Genesis – francuski film przyrodniczy z 2004 roku.

## Obsada
- Sotigui Kouyaté – narrator
- Franciszek Pieczka – polski dubbing

## Treść
Narratorem tego filmu jest człowiek, który postanawia opowiedzieć widzom historię powstania wszechświata, galaktyk, Układu Słonecznego, Ziemi, życia i wreszcie ludzi.